# Лео Канелс
Лео Канелс (на нидерландски: Leo Canjels) е нидерландски футболист и спортен функционер.

## Биография
Той е роден на 1 април 1933 година в Бреда. От 1956 до 1963 година играе за местния отбор НАК Бреда, като участва в 149 мача от вътрешното първенство и отбелязва 114 гола. В два последователни сезона (1957/58 и 1958/59 година) става голмайстор на Ередивиси. През 1959 година за кратко е включен и в националния отбор (2 гола в 3 мача). В средата на 60-те години прекратява състезателната си кариера, след което работи като управител на различни футболни клубове, сред които НАК Бреда (1968 – 1971), Клуб Брюге (1971 – 1973), Серкъл Брюге (1979 – 1982), Мехелен (1982 – 1985).
Канелс умира на 26 май 2010 година в Бреда.